# Hermann Abendroth
Hermann Paul Maxmilian Abendroth (19. ledna 1883 Frankfurt nad Mohanem – 29. května 1956 Jena) byl německý dirigent.

## Život
Hermann Abendroth se narodil ve Frankfurtu nad Mohanem jako syn jednoho knihkupce a ve Frankfurtu také vystudoval reálné gymnázium. Později studoval (v letech 1900–1903) v Mnichově u Ludwiga Thuille hudební teorii a kompozici, u Anny Hirzel-Langenhanová klavír a u Felixe Mottla dirigování.
V letech 1903–1904 byl dirigentem orchestrálního spolku v Mnichově, v letech 1905–1911 dirigentem Spolku přátel hudby (Vereins der Musikfreunde) a prvním kapelníkem městského divadla v Lübecku. Do roku 1914 zastával funkci městského ředitele hudby v Essenu, od roku 1915 do 1934 funkci vedoucího symfonického orchestru Gürzenich-Orchesters a funkci ředitele konzervatoře v Kolíně. Roku 1922 byl ředitelem Dolnorýnského hudebního festivalu (Niederrheinischen Musikfestes).
V rozmezí let 1926–1937 navštívil Anglii, kde dirigoval Londýnský symfonický orchestr.
V letech 1930–1933 pracoval jako generální hudební ředitel v Bonnu. Roku 1934 jako následník Bruna Waltera řídil Gewandhausorchestr v Lipsku, od roku 1933 sloužil po mnoho let jako profesor Lipské konzervatoře a po válce, v roce 1945 se stal generálním hudebním ředitelem ve Výmaru. V roce 1949 převzal vedení nad rozhlasovým symfonickým orchestrem v Lipsku (Rundfunk-Sinfonieorchester Leipzig) a v roce 1954 nad rozhlasovým symfonickým orchestrem v Berlíně (Rundfunk-Sinfonieorchester Berlin).
Abendroth také zavítal do Prahy, když v roce 1951 dirigoval mezinárodní hudební festival Pražské jaro.

## Dílo
Abendroth je známý jako dirigent děl slavných německých a rakouských skladatelů, k nimž patří zejména Beethoven, Brahms, Bruckner, Haydn, Mozart, Schubert, Schumann a Wagner.

## Vyznamenání
Roku 1949 byl Abendroth vyznamenán Národní cenou II.třídy DDR (Nationalpreis II. Klasse der DDR). Rovněž byl nositelem Vlasteneckého záslužného řádu DDR ve stříbře. Při příležitosti jeho 70. narozenin 19. ledna 1953 byl jmenován čestným senátorem University Friedricha Schillera v Jeně.